# 명세진
명세진(明世振, 2001년 5월 24일~)은 대한민국의 축구 선수로 현재 세르비아 프르바리가의 슬로보다 우지체에서 미드필더로 활동하고 있다.

## 구단 경력
전북 현대 모터스의 유소년 팀인 전주영생고등학교 축구부 출신으로, K리그1 2020 시즌을 앞두고 전북 현대 모터스와 계약을 체결하며, 프로에 직행하였다.

## 가족 관계
아버지는 현역 시절 전북 현대 모터스에서 활약한 뒤 현재 대전 하나 시티즌의 수석코치로 재직 중인 명재용의 아들이다.